# Chapelle Notre-Dame de Parlatges
La chapelle Notre-Dame de Parlatges est une chapelle située dans la commune de Saint-Pierre-de-la-Fage dans le département français de l'Hérault et la région Occitanie.

## Description
"Un castrum y fut mentionné en 1101 (« de castro, quod vocatur Parlatges »), donné par Pierre Guilhem à l’abbaye de Gellone". La chapelle est signalée pour la première fois dans la liste synodale des églises du diocèse en 1252. Notre-Dame de Parlatges est citée dans les registres des visites pastorales des évêques du diocèse de Lodève dès 1631 :  "Elle a este depuis long temps fort celebre par les miracles qui y ont esté faits mesme encore pour les muets et autres personnes empeschees de la langue et qui ont la jaunisse mesmes depuis 7 ou 8 ans".
L'architecture de la chapelle est typique du style caussenarde. Certaines parties du sanctuaire datent du XVIe et XVIIIe siècles.
Le lieu possède un magnifique retable en pierre polychrome du XIVe siècle, classé comme objet au titre des monuments historiques le 30 septembre 1911. Les épisodes principaux de la vie de la Vierge Marie y sont représentés. Paul Dardé (1888-1963), célèbre sculpteur, rehaussa l’ensemble et changea le visage de la Vierge qui se trouve exposé à l’entrée de l’église.
L'étymologie de "Parlatges" est incertaine. Pour certains, elle proviendrait de l’occitan « parlatge » qui veut dire : langage, parler,. Pour d'autres, le mot pourrait vouloir dire "aire pastorale ou partage de territoire".

## Culte
En 2025, à l’occasion du Jubilé de l’Espérance, la basilique Notre-Dame du Spasme a été désignée par Norbert Turini, évêque de Montpellier, comme l’une des dix églises jubilaires du diocèse.